# Tritokvalin
Tritokvalin (hipostamin) je inhibitor enzima histidinska dekarboksilaza i stoga je atipičan antihistaminik. On se koristi za tretiranje koprivnjače i alergijskog rinitisa bez poznatih nuspojava.

## Spoljašnje veze
|  | Molimo Vas, obratite pažnju na važno upozorenje u vezi sa temama iz oblasti medicine (zdravlja). |